# Roberto Gaja
Roberto Gaja (Torino, 27 maggio 1912 – Roma, 31 maggio 1992) è stato un diplomatico italiano, Segretario generale del Ministero degli Esteri dal 1969 al 1975, docente di relazioni internazionali, editorialista di politica estera e scrittore. In occasione del centocinquantenario dell'Unità d'Italia, è stato inserito dalla Presidenza del Consiglio dei Ministri - Ministero per la Pubblica Amministrazione e per l'Innovazione, nella lista dei 150 più illustri funzionari dello Stato.

## Biografia

18 dicembre 1957, Roma, Palazzo Chigi, Giuramento di Pasquale Baldocci, volontario Diplomatico. In piedi a sin. Sottosegretario Alberto Folchi, al centro cons. Antonio Morozzo della Rocca, amb. Roberto Gaja, a destra Pasquale Baldocci

### Carriera diplomatica
Laureato in giurisprudenza a Torino nel 1932, Gaja entrò nella carriera diplomatica nel 1937, dopo aver militato alcuni anni come ufficiale di cavalleria. Fu vice console a Lucerna, console ad Hannover e console ad Ajaccio. Dopo l'8 settembre 1943, combatté contro i tedeschi, contribuendo alla liberazione dell'isola e guadagnandosi una croce di guerra al valor militare. Rientrato al Ministero degli esteri, che allora aveva sede nelle capitali transitorie di Brindisi, e poi Salerno, collaborò strettamente con Renato Prunas, all'epoca Segretario generale del Ministero degli Esteri. Nel 1946 è stato primo segretario d'ambasciata a Vienna, ove avviò i negoziati per la risoluzione del problema dell'Alto Adige; fu componente della rappresentanza italiana presso il territorio Libero di Trieste (1947-49), poi a Tripoli (1949-52), con l'incarico di prepararvi la costituzione del regno senussita. Consigliere d'ambasciata a Parigi (1952-53); vice direttore del personale a Roma (1956-58); fu Ministro plenipotenziario a Sofia, tra il 1958 e il 1963.
Nel 1959, sulla Rivista di Studi Politici Internazionali di Firenze, con lo pseudonimo di Roberto Guidi, Gaja pubblica il saggio Le conseguenze politiche della bomba atomica, delineando per la prima volta, la sua visione dei rapporti internazionali all'epoca della guerra fredda. Rientrato alla Farnesina nel 1964, con l'incarico di Direttore generale degli Affari Politici, Gaja pubblica, sempre con lo stesso pseudonimo, il libro "Politica estera ed armi nucleari", sviluppando ulteriormente tale problematica.
Nel 1967, Gaja fu uno degli artefici della fondamentale riforma dell'ordinamento del Ministero degli Esteri e della carriera diplomatica, e cioè il D.P.R. 5 gennaio 1967, n.18. Nel 1969 fu il negoziatore per l'Italia del Trattato di non proliferazione nucleare, nel quale – pur senza convinzione, ma in linea con le direttive politiche impartitegli - riuscì a far inserire la cosiddetta “clausola europea”, secondo cui la sicurezza dell'Europa veniva affidata esclusivamente alle armi nucleari americane.
Dal novembre del 1969 al giugno del 1975 Roberto Gaja è stato Segretario generale del Ministero degli Esteri, cioè la più alta carica della diplomazia italiana. In tali anni fu tra i promotori di una scuola di formazione per diplomatici, l'Istituto diplomatico "Mario Toscano"”, nell'ambito di cui egli promosse l'importanza di analisi strategiche e di lungo periodo; sul piano politico internazionale, non poté far altro che prendere atto del sostanziale fallimento del Trattato di non proliferazione nucleare, sancito dal test nucleare effettuato dall'India nel 1974 e dal conseguente riarmo pakistano.
Roberto Gaja ha concluso la carriera nel 1977, come ambasciatore a Washington.

### Background culturale e concezioni della politica estera internazionale
Il collocamento a riposo fu per Gaja l'occasione per dedicarsi agli studi storici e alle sue riflessioni sulla politica estera internazionale e i rapporti tra le potenze mondiali. Nel 1978 assume la direzione del trimestrale Affari Esteri, rivista ben nota agli specialisti del settore, che condurrà sino alla sua scomparsa (1992); contemporaneamente collabora con il quotidiano Il Tempo, quale editorialista di politica estera, dirige la rivista Affari sociali internazionali ed è docente di “relazioni internazionali”.
Nel 1986, Gaja pubblica Introduzione alla politica estera dell'era nucleare, ove riassume le sue convinzioni sul ruolo dell'Italia nel contesto politico internazionale. Gaja è fermamente convinto che la scelta atlantica dell'Italia, conseguente al ridimensionamento post-bellico dell'Europa, debba essere comunque collegata ad una valorizzazione militare del continente, tale da restituire all'Europa un ruolo attivo per la sua sicurezza collettiva. La rinuncia dell'Europa (o quanto meno degli Stati europei non facenti parte del cosiddetto “club atomico”) al possesso del deterrente nucleare non può essere effettuata – secondo Gaja – senza adeguate contropartite.
Due anni dopo (1988), Gaja pubblica un contributo importante sullo studio della diplomazia del regno sardo, dimostrando di possedere, oltre alla capacità diplomatica, anche una preparazione culturale fuor del comune: Il marchese d' Ormea, la biografia dell'onnipotente ministro di due re di Sardegna, per quindici anni agli inizi del '700.
Gaja ha narrato anche le vicende della sua esperienza militare, in Libia negli anni trenta, nel volume: Per un reggimento di dragoni, o della fedeltà (1990),  rievocazione storico-letteraria del reggimento Nizza cavalleria, ove aveva militato. Dopo la sua scomparsa, videro la luce Una novella orientale (1994) e, soprattutto, L' Italia nel mondo bipolare: per una storia della politica estera italiana, 1943-1991 (1995). In quest'ultimo volume uscito postumo, Gaja esprime interessanti considerazioni sulle relazioni internazionali conseguenti alla caduta del blocco sovietico e al ruolo ricopribile dall'Italia e dall'Europa nel nuovo sistema. Secondo Gaja, la fine del mondo bipolare, e l'avvio di una “bipolarità zoppa” non può che comportare la fine dell'idea di Europa quale potenza regionale nucleare; lo scenario aperto con la caduta del muro di Berlino, viene inoltre accolto da Gaja con il timore del risorgente nazionalismo e della crescita dell'anarchia internazionale, in un'Europa avviata al federalismo ma - secondo Gaja – restìa a cogliere le opportunità offerte dal dopo-guerra fredda e dalla de-ideologizzazione.